# Solideo

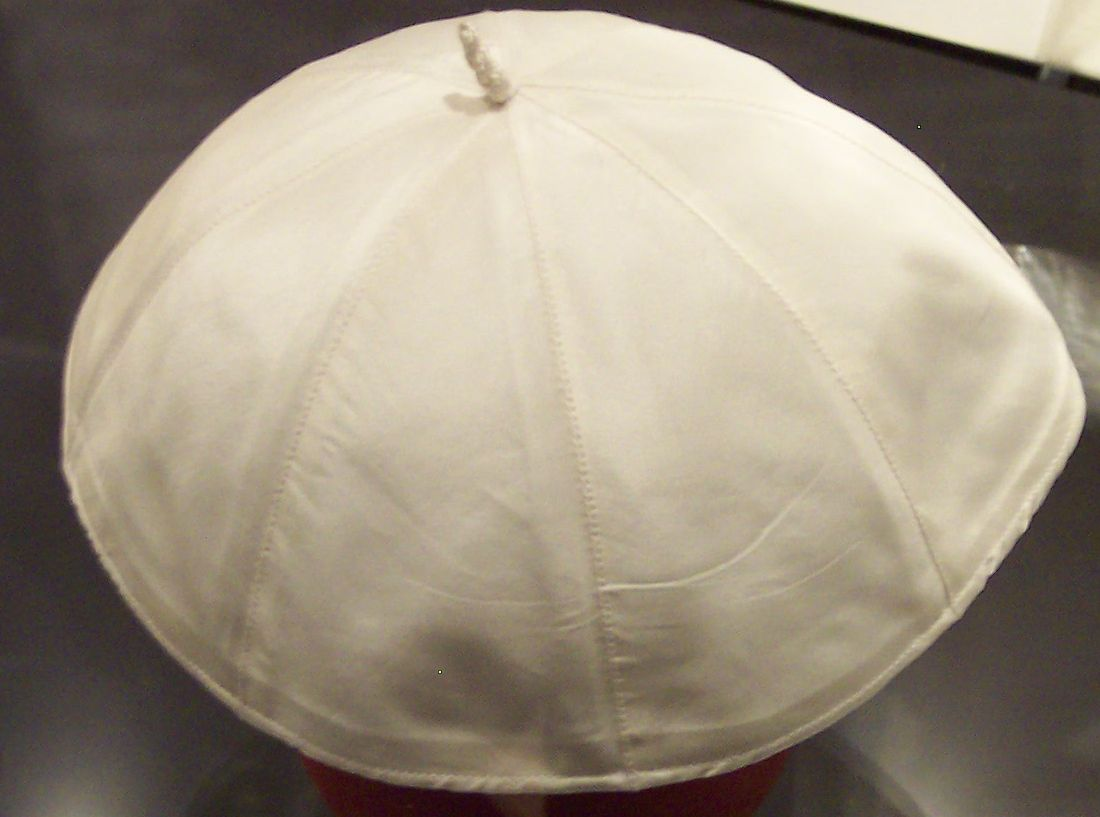
Solideo

Solideo nebo též pileolus či zucchetto je malá kulatá čepička, kterou nosí katoličtí duchovní.

## Charakteristika

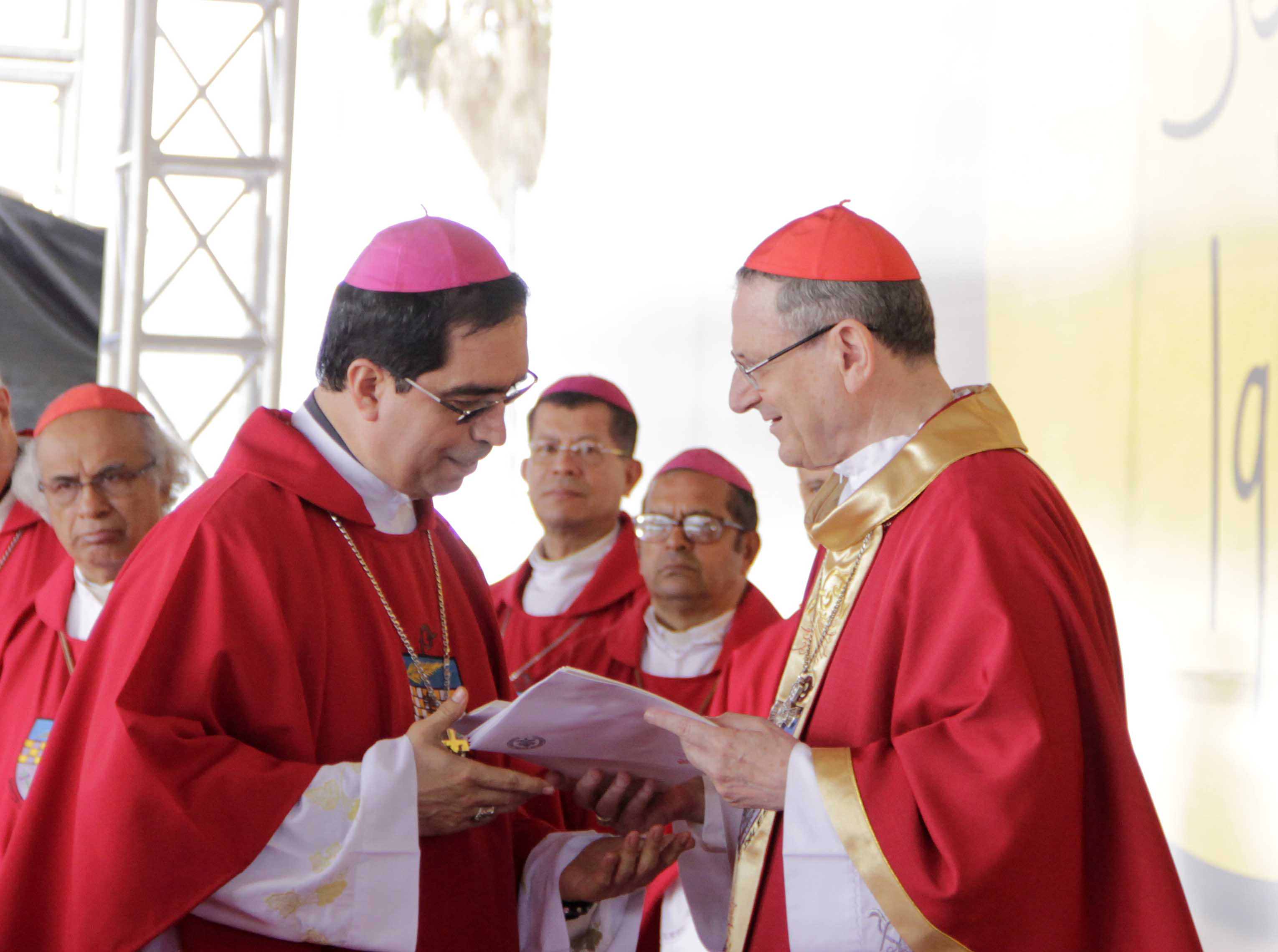
Arcibiskup Alas vlevo s fialovým (arci/biskupským solideem) a kardinál Amato s červeným solideem (náležejícím kardinálům) během kanonizace Mons. Romera

Solideo používali před rokem 1970 hlavně řeholníci, jako ochranu v zimě na vyholené kolečko na temeni hlavy. Dnes se používá spíše jako znak hodnosti duchovních podle barev. Solideo může kněz či biskup nosit spolu s klerikou při běžném nošení a při mši svaté, ne však na celou mši. Po prefaci (tj. po první části eucharistické modlitby) se solideo sundává jako projevení pokory a úcty k samotnému Bohu („pouze (před) Bohem“ – latinsky „soli Deo“), který je zde přítomen v eucharistii, a nasazuje se opět po uložení nejsvětější svátosti oltářní do svatostánku. Solideo se může nosit pod biretem, v případě biskupů (či jiných infulovaných duchovních) pod mitrou.

## Hierarchické užití
Kněz nosí solideo černé barvy, biskupové fialové barvy, kardinálové červené barvy a papež bílé barvy. Též premonstrátští opati nosí solideo bílé barvy, tento zvyk není oficiálně povolen, správně podle původních platných předpisů mají užívat barvu černou. Můžeme vidět také solideo černé lemované fialovou nití, to nosí kněží s titulem monsignore.